# Artjoms Osipovs
Artjoms Osipovs (Riga, 8 gennaio 1989) è un ex calciatore lettone, di ruolo attaccante.

## Carriera

### Club
Ha giocato nella massima serie dei campionati lettone, bielorusso, moldavo e lituano.

### Nazionale
Tra il 2009 ed il 2011 ha totalizzato 5 presenze ed una rete con la nazionale Under-21.

## Palmarès

### Club

#### Competizioni nazionali
- Campionato lettone: 1

Ventspils: 2008
- Coppa di Lega lettone: 2

Skonto: 2014, 2015

#### Competizioni internazionali
- Coppa della Livonia: 1

Ventspils: 2008